# أميليا أميرة المملكة المتحدة
أميليا أميرة المملكة المتحدة (بالإنجليزية: Princess Amelia of the United Kingdom) (7 أغسطس 1783 - 2 نوفمبر 1810) كانت عضوة في العائلة المالكة البريطانية وكانت الابنة الصغرى للملك جورج الثالث ملك المملكة المتحدة وزوجته الملكة شارلوت مكلنبورغ .